# 克里克山口
克里克山口（英語：Kerick Col）是南極洲的山口，位於詹姆斯羅斯島西部，處於琴酒灣和魯姆灣之間，在1983年由英國南極名稱諮詢委員會命名，現時由南極條約體系管理。